# اچ‌ام‌اس لاسو (۱۹۱۵)
اچ‌ام‌اس لاسو (۱۹۱۵) (به انگلیسی: HMS Lassoo (1915)) یک زیردریایی بود که طول آن ۲۶۹ فوت (۸۲ متر) بود. این زیردریایی در سال ۱۹۱۵ ساخته شد.